# Isohypsibius asper
Isohypsibius asper är en djurart som tillhör fylumet trögkrypare, och som först beskrevs av Murray 1906.  Isohypsibius asper ingår i släktet Isohypsibius och familjen Hypsibiidae. Inga underarter finns listade i Catalogue of Life.